# تيغيمونام
تيغيمونام Tigemonam هو دواء. الزمرة الدوائية عبارة عن مضاد حيوي من زمرة المونوباكتامات من صادات البيتالاكتام.

## الاستخدام الطبي
تيغيمونام هو أحادي الحلقة البيتالاكتامية يعطى عن طريق الفم. في أقل من أو يساوي 1 ميكروغرام / مل أنها تثبط غالبية سلالات الإشريكية القولونية، الكلبسيلة النيابة، المرياحة الساكازاكية.
نجد ان تيغيمونام أكثر نشاطا من السيفالكسين والأموكسيسيلين clavulanate ويثبط العديد من أسرة الأمعائيات المقاومة لأفرادالتريميثوبريم السلفاميثوكسازول والجنتاميسين . وكانت لبعض المذرقية الساكازاكية والليمونية سلالات مقاومة للأمينوثيازول الفرويندية السيفالوسبورين.

## المونوباكتامات
المونوباكتامات Monobactams  عبارة عن مضادات حيوية. هي نوع من الأدوية التي تحول دون تشكيل أغشية الخلايا الجرثومية المعروفة ، وهي من مثبطات بيتا لاكتاماز lactamases ؛ مما يحول دون تعطيل الدواء بالجراثيم . يعطى الدواء في حالات مختلفة بجرعات مختلفة. تستعمل هذة الأدوية في معالجة أنواع مختلفة من العدوى الجرثومية .
هي أدوية ذات حلقة وحيدة هي البيتا لاكتاماز، مقاومة للبيتا لاكتاماز وفعالة ضد البكتيريا سلبية الغرام ولكنها بدون فعالية ضد إيجابيات الغرام والبكتيريا الهوائية. لمنع تداخل هذة الادوية مع الأدوية الأخرى يجب تجنب المضادات الحيوية التي تحرض على إنتاج البيتا لاكتاماز

## الخواص

### الاسم العلمي وفقاً لـIUPAC
2-[[1-(2-Amino-1,3-thiazol-4-yl)- 2-[[(3S)-2,2-dimethyl-4-oxo-1- sulfooxyazetidin-3-yl]amino]-2- oxoethylidene]amino]oxyacetic acid

### الصيغة الكيميائية
C12H15N5O9S2

### الكتلة المولية
437.4056

## آليه العمل
منع تركيب الجدار الخلوي الجرثومي.